# Sainte-Mère-Église
Sainte-Mère-Église ist eine französische Gemeinde mit 2.910 Einwohnern (Stand: 1. Januar 2022) nahe der Küste im Département Manche in der Region Normandie. Sie gehört zum Arrondissement Cherbourg und zum Kanton Carentan-les-Marais. Die Einwohner werden Sainte-Mère-Églisais genannt.
Sie entstand als namensgleiche Commune nouvelle mit Wirkung vom 1. Januar 2016 durch die Zusammenlegung der früheren Gemeinden Sainte-Mère-Église, Beuzeville-au-Plain, Chef-du-Pont, Écoquenéauville und Foucarville, die in der neuen Gemeinde den Status einer Commune déléguée haben. Der Verwaltungssitz ist im Ort Sainte-Mère-Église.
Mit Wirkung vom 1. Januar 2019 wurden auch die Gemeinden Carquebut und Ravenoville integriert. Diese haben ebenfalls den Status als Commune déléguée.

## Gliederung
| Ortsteil                                        | ehemaliger INSEE-Code | Fläche (km²) | Einwohnerzahl zum 1. Januar 2022 |
| ----------------------------------------------- | --------------------- | ------------ | -------------------------------- |
| Sainte-Mère-Église (seit 2016; Verwaltungssitz) | 50523                 | 17,68        | 1.513                            |
| Beuzeville-au-Plain (seit 2016)                 | 50051                 | 02,04        | .0040                            |
| Carquebut (seit 2019)                           | 50103                 | 08,54        | .0297                            |
| Chef-du-Pont (seit 2016)                        | 50127                 | 03,78        | .0624                            |
| Écoquenéauville (seit 2016)                     | 50170                 | 03,52        | .0094                            |
| Foucarville (seit 2016)                         | 50191                 | 05,06        | .0113                            |
| Ravenoville (seit 2019)                         | 50427                 | 11,65        | .0229                            |

## Geografie
Die Gemeinde liegt rund 30 Kilometer südöstlich von Cherbourg-en-Cotentin, auf der Halbinsel Cotentin, in der Landschaft Plain. Das Gemeindegebiet liegt im Regionaler Naturpark Marais du Cotentin et du Bessin und reicht mit Teilen bis an die Küste des Ärmelkanals. Die autobahnähnlich ausgebaute Route nationale 13 durchquert das Gebiet, ganz im Westen wird es auch von Fluss Merderet tangiert.
Nachbargemeinden sind: Saint-Marcouf im Norden, Saint-Germain-de-Varreville im Nordosten, Turqueville im Osten, Sébeville und Blosville im Südosten, Liesville-sur-Douve und Beuzeville-la-Bastille im Süden, Picauville im Westen, sowie Fresville und Azeville im Nordwesten.

## Geschichte
siehe Altgemeinde Sainte-Mère-Église

## Sehenswürdigkeiten
- Die gotische Kirche wurde im 12. Jahrhundert bis ins 13. Jahrhundert erbaut.
- Gegenüber der Kirche steht das Airborne Museum.

Ferner gibt es entlang der Landungsstrände viele kleine Museen, die sich mit der Invasion befassen.

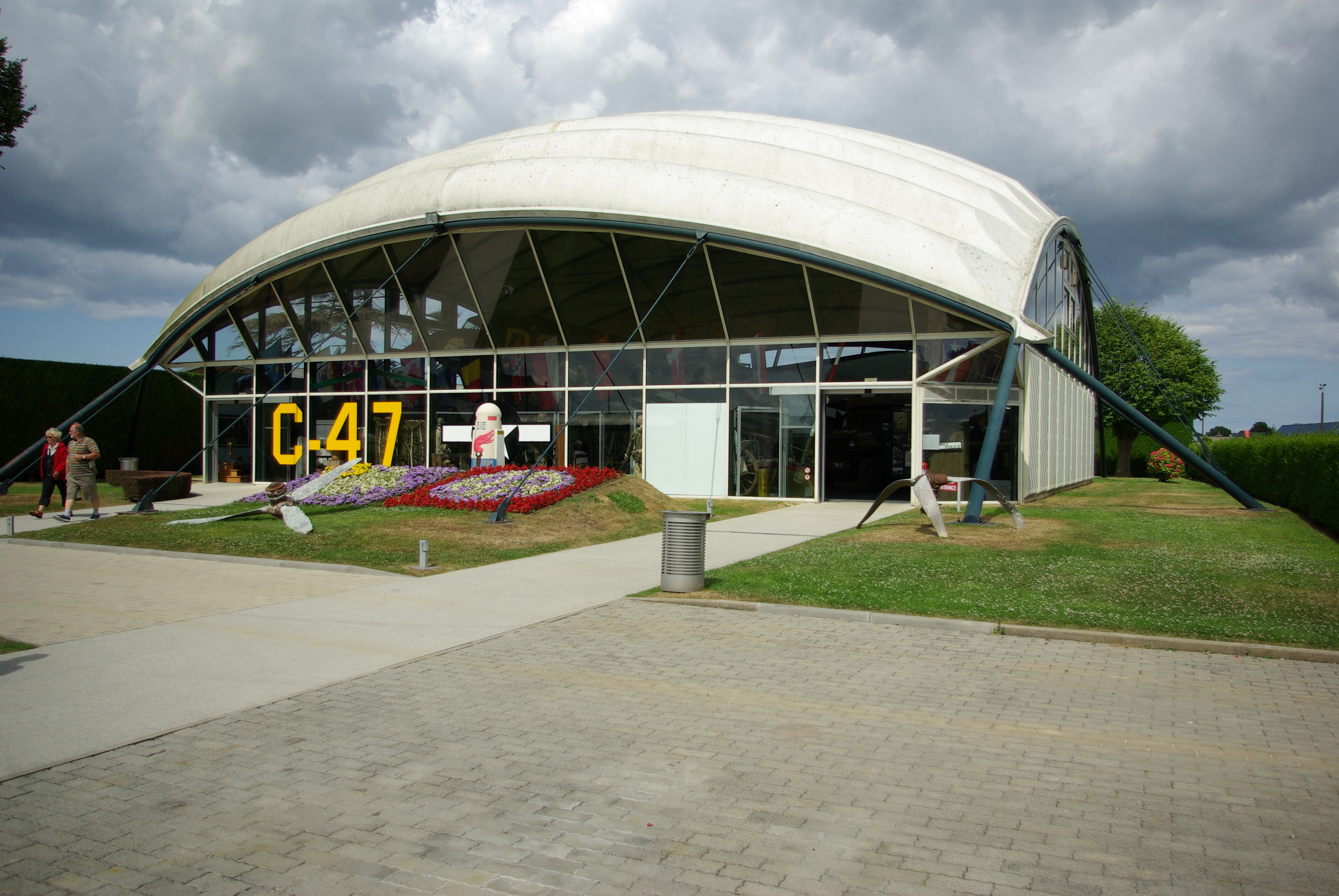
Das Airborne Museum in Sainte-Mère-Église
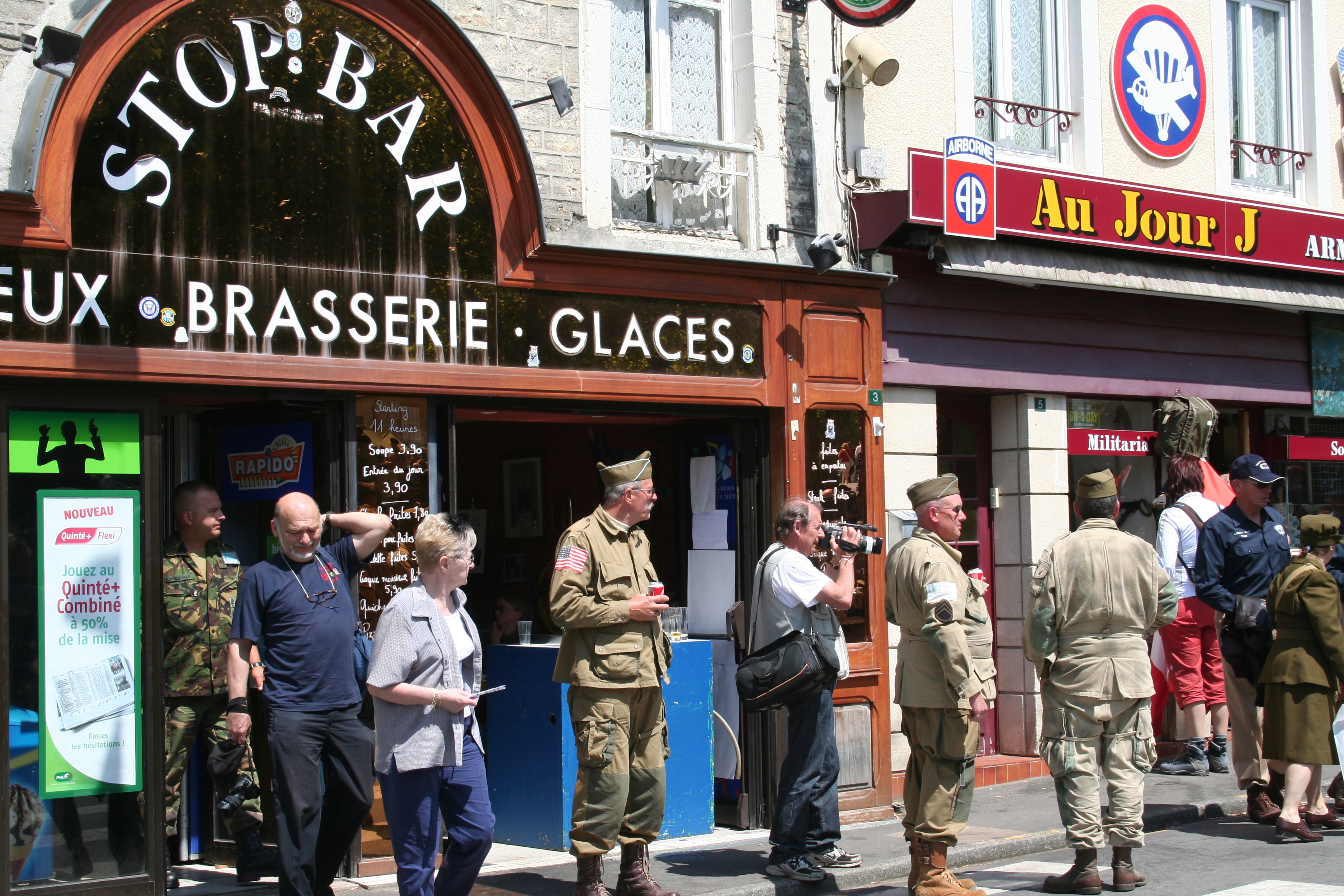
Veteranen und Touristen vor Geschäften in Sainte-Mère-Église.

## Partnerschaft
Mit der britischen Gemeinde Sturminster Marshall in Dorset (England) besteht seit 1992 eine Partnerschaft.